# 国際連合安全保障理事会決議1361
国際連合安全保障理事会決議1361（こくさいれんごうあんぜんほしょうりじかいけつぎ1361 英語: United Nations Security Council Resolution 1361）は、2001年7月5日に国際連合安全保障理事会において無投票採択された決議。同年9月30日付で国際司法裁判所判事であるモハメッド・ベジャウィが辞任することに伴い、同年10月12日に国際連合安全保障理事会と国際連合総会（第56会期）において判事の補充選挙を行うことを決定した。
アルジェリア出身の外交官および法学者であったモハメッド・ベジャウィは1982年3月に国際司法裁判所の判事となり、1994年から1997年まで長官を務めた。任期は2006年2月までとなっていた。